# تاريخ الاشتراكية
تعود جذور تاريخ الاشتراكية إلى الثورة الفرنسية في عام 1789 والتغيرات التي جلبتها معها، على الرغم من وجود سوابق لها في حركات وأفكار أبكر منها. وقد كتب كارل ماركس وفريدريك إنجلز بيان الحزب الشيوعي في عام 1848 قبل ثورة عام 1848 التي اجتاحت أوروبا، فأعربا عما أسمياه الاشتراكية العلمية. في الثلث الأخير من القرن التاسع عشر، ازدادت الأحزاب الديمقراطية الاجتماعية في أوروبا، المستمدة أساسًا من الماركسية. وكان حزب العمال الأسترالي الحزب الاشتراكي الي انتُخب لأول مرة في العالم عندما شُكلت حكومة في مستعمرة كوينزلاند لمدة أسبوع في عام 1899.
في النصف الأول من القرن العشرين، جاء الاتحاد السوفياتي والأحزاب الشيوعية من لشيوعية الدولية في جميع أنحاء العالم بشكل رئيسي من أجل تمثيل الاشتراكية من منظور النموذج السوفياتي للتنمية الاقتصادية وخلق الاقتصادات المخططة مركزيًا التي تديرها الدولة المالكة لجميع وسائل الإنتاج، على الرغم أن الاتجاهات الأخرى أدانت ما اعتبروه غيابًا للديمقراطية. في المملكة المتحدة، قال هربرت موريسون، إن «الاشتراكية هي ما تقوم به حكومة حزب العمال» في حين جادل انورين بيفان أن الاشتراكية تتطلب أن «تخضع تيارات النشاط الاقتصادي الرئيسية لإشراف حكومي»، بوجود خطة اقتصادية وديمقراطية العمال. جادل البعض بأن الرأسمالية قد ألغيت. أنشأت الحكومات الاشتراكية الاقتصاد المختلط إلى جانب التأميم جزئي والرعاية الاجتماعية.
بحلول عام 1968، أدت حرب فيتنام الطويلة (1959-1975) إلى ظهور اليسار الجديد، والاشتراكيون الذين اتجهوا إلى انتقاد الاتحاد السوفييتي والديمقراطية الاجتماعية. فضل النقابيون- اللاسلطويون وبعض عناصر اليسار الجديد وغيرهم، الملكية الجماعية اللامركزية في شكل جمعيات تعاونية أو مجالس عمالية. تبنت الاشتراكيون أيضًا أسباب الحركات الاجتماعية الأخرى مثل الاشتراكية البيئة والنسوية والتقدمية. في مطلع القرن الحادي والعشرين في أمريكا اللاتينية، دافع الرئيس الفنزويلي هوغو شافيز عما أسماه الاشتراكية في القرن الحادي والعشرين، والتي تضمنت سياسة تأميم الأصول الوطنية مثل النفط ومعاداة الاستعمارية ووصف نفسه بأنه تروتسكي داعم للثورة الدائمة.

## أصول الاشتراكية
وُصف اقتصاد الإمبراطورية الماورية في الهند في القرن الثالث قبل الميلاد على أنه «ملكية اجتماعية» و «نوع من اشتراكية الدولة».
حاكى أريستوفان في مسرحيته، برلمان النساء، مجتمع أثينا الكلاسيكية بسخرية، بطريقةٍ يمكن وصفها بأنها اشتراكية ونسوية. صُورت المرأة الأثينية في المسرحية على أنها تفرض سيطرتها على الحكومة الأثينية وتحظر جميع الممتلكات الخاصة، كما صاغتها شخصية براكساجورا: «سأبدأ بجعل الأرض، والمال، وكل ما هو ملكية خاصة، مشتركة بين الجميع».
بشّر مزدك (توفي 524 أو 528 م) ووضع نظامًا اشتراكيًا مسندًا إلى الدين أو نظام اشتراكي أولي في السياق الزرادشتي في بلاد فارس الساسانية.
في بريطانيا، في عام (1797) اقترح توماس بين في العدالة الزراعية خطة مفصلة من أجل فرض ضريبة على مالكي العقارات بهدف تلبية احتياجات الفقراء، بينما كتب تشارلز هال آثار الحضارة على الناس في الدول الأوروبية (1805)، مستنكرًا آثار الرأسمالية على الفقراء في عصره. تعود الكلمة الإنجليزية «اشتراكية» بمعناها الحديث إلى ما قبل عام 1822.
شكلت حركة الميثاقية التي ازدهرت منذ عام 1838 حتى عام 1858 «أول حركة عمالية منظمة في أوروبا، حيث جمعت أعدادًا كبيرة حول ميثاق الشعب لعام 1838، والتي طالبت بتوسيع نطاق حق الاقتراع لجميع الذكور البالغين الصغار. كما دعا القادة البارزون في الحركة إلى توزيع الدخل بشكل أكثر انصافًا وإلى ظروف معيشية أفضل من أجل الطبقات العاملة. كما ظهرت أولى النقابات العمالية والجمعيات التعاونية للمستهلكين في مناطق الحركة الميثاقية الداخلية، كوسيلة لتعزيز الكفاح من أجل هذه المطالب».
بحلول عام 1842، أصبحت الاشتراكية «موضوعًا للتحليل الأكاديمي الرئيسي» بالنسبة للعالم الألماني، لوريسنز فون شتاين، في حركته الاشتراكية والاجتماعية، ووفقًا للمجلد 1888 من قاموس اللغة الإنجليزي الجديد حول المبادئ التاريخية، ظهرت كلمة الاشتراكية لأول مرة في 13 فبراير عام 1832 في لوغلوب، وهي صحيفة فرنسية ليبرالية لبيير لورو. عاد لورو إلى موضوع «الاشتراكية» في عام 1834، ونشر لويس ريبود (1799-1879) دراسات عن المصلحين المعاصرين أو الاشتراكيين المعاصرين في عام 1842 في فرنسا. في إنجلترا، استخدم روبرت أوين (1771-1858) مصطلح الاشتراكية أيضًا، بشكل مستقل في نفس الوقت تقريبًا. يعتبر أوين أبًا للحركة التعاونية.
كان أول الاشتراكيين المعاصرين من أوائل النقاد الاجتماعيين في أوروبا الغربية في القرن التاسع عشر. نشأت الاشتراكية في هذه الفترة من مجموعة متنوعة من المذاهب والتجارب الاجتماعية المرتبطة في المقام الأول بالمفكرين البريطانيين والفرنسيين - خاصة روبرت أوين، وشارل فورييه (1772-1837)، وبيير جوزيف برودون (1809-1865)، ولويس بلان (1811-1882). وسان سيمون (1760–1825). استخدم متابعو نظريات الطوباوية لمفكرين مثل روبرت أوين وكلود هنري دو سان سيمون وشارل فورييه في أوائل القرن التاسع عشر مصطلح «الارتباطية» لوصف معتقداتهم. انتقد هؤلاء النقاد الاجتماعيون تجاوزات الثورة الصناعية فيما يخص الفقر وعدم المساواة، ودعوا إلى إصلاحات مثل التوزيع العادل للثروة وتحويل المجتمع إلى جماعات صغيرة يتم فيها إلغاء الملكية الخاصة. من خلال وضع مبادئ للاشتراكية من أجل إعادة تنظيم المجتمع على أسس جماعية، سعى سان-سيمون وأوين لبناء الاشتراكية على أسس المجتمعات الطوباوية المخططة. وفقًا لشيلدون ريتشمان، «لم يكن معنى «الاشتراكية» الحصري في القرن التاسع عشر وأوائل القرن العشرين، الملكية جماعية أو الحكومية للموارد أو الإنتاج، بل كانت مصطلحًا عامًا لأي شخص يعتقد أن العمال يغشون منتجاتهم الطبيعية تحت ظل الرأسمالية التاريخية».
وفقًا لبعض الروايات، فإن استخدام عبارة «الاشتراكية» أو «الشيوعية» ارتبط بالموقف المتصور تجاه الدين في ثقافة معينة. اعتبر الأوروبيون القاريون «الشيوعية» أكثر إلحادًا من «الاشتراكية». في إنجلترا، بدت «الشيوعية» قريبة جدًا من القداس – مع إيحاءات كاثوليكية. لذلك فضل الملحدون تسمية أنفسهم بالاشتراكيين.
وفقًا لفريدريك إنغلز، كانت «الاشتراكية» «محترمة» بحلول عام 1847 في قارة أوروبا بينما كانت «الشيوعية» على عكس ذلك حيث اعتُبر الأوينيون في إنجلترا والفورييرون في فرنسا اشتراكيون، في حين أطلقت حركات الطبقة العاملة التي «أعلنت ضرورة التغيير الاجتماعي الكلي» على أنفسهم أنهم «شيوعيون». كان هذا الاتجاه الأخير «قويًا بما يكفي» لإنتاج شيوعية إتيان كابيه في فرنسا وفيلهلم فايتلينغ في ألمانيا. في فترة ما بعد الثورة أي مباشرةً بعد الثورة الفرنسية في عام 1789، أثر الناشطون والمنظرون مثل فرانسوا نويل بابوف وفيليبو بوناروتي وأوغست بلانكي على أولى الحركات العمالية والاشتراكية الفرنسية.